# Mike Thackwell
Michael Christopher Thackwell, detto Mike (Auckland, 30 marzo 1961), è un ex pilota automobilistico neozelandese di Formula 1.
Esordì nel 1980 al volante di una Arrows nelle prove del gran premio d'Olanda per sostituire Jochen Mass, ma non riuscì a qualificarsi. Dopo il ritorno di Mass venne ingaggiato dalla Tyrrell per guidare la terza vettura nei Gran Premi nordamericani. Qualificatosi in Canada, la sua gara terminò molto presto a causa di una collisione al via tra i due leader Alan Jones e Nelson Piquet che coinvolse altre vetture e portò alla sospensione della gara. Alla ripartenza Ken Tyrrell gli impose di cedere la vettura al compagno di scuderia Jean-Pierre Jarier, la cui vettura era stata coinvolta nell'incidente al via. Il regolamento di allora prevedeva che in caso di interruzione entro i primi 2 giri si sarebbe dovuta effettuare una nuova partenza come se nulla fosse successo ed era ammessa la sostituzione di vetture incidentate; Thackwell dunque, pur non essendo presente alla seconda partenza, fu comunque considerato ritirato e, di conseguenza, per quasi trent'anni fu il più giovane pilota ad aver corso un Gran Premio nel mondiale di Formula 1, avendo all'epoca 19 anni e 182 giorni. Il record fu poi battuto nel 2009 in Ungheria da Jaime Alguersuari.
Negli anni successivi dovette accontentarsi di correre in Formula 2 vincendo anche il titolo nel 1984, l'ultimo di questa categoria. Proprio nel 1984 corse nuovamente in Formula 1. Ingaggiato dalla RAM per il Gran Premio del Canada riuscì a qualificarsi ma dovette abbandonare per problemi al motore. L'ultima sua apparizione fu nelle prove del Gran Premio di Germania al volante della Tyrrell, mancando la qualificazione per la gara. Durante la stagione, partecipò anche ad alcuni test con la scuderia Williams. 
Nel 1985 partecipò al campionato di Formula 3000, che sostituì la Formula 2, arrivando secondo in classifica finale, passò quindi al Campionato mondiale sportprototipi vincendo, nel 1986, la 1000 km del Nürburgring in coppia con Henri Pescarolo, dopo aver partecipato anche al campionato CART si ritirerà nel 1988.

## Risultati in F1
| 1980 | Scuderia       | Vettura |  |  |  |  |  |  |  |  |  |  |    |  |     |    |  |  |  | Punti | Pos. |
| ---- | -------------- | ------- |  |  |  |  |  |  |  |  |  |  | -- |  | --- | -- |  |  |  | ----- | ---- |
| 1980 | Arrows Tyrrell | A3 010  |  |  |  |  |  |  |  |  |  |  | NQ |  | Rit | NQ |  |  |  | 0     |      |

| 1984 | Scuderia    | Vettura |  |  |  |  |  |  |     |  |  |  |    |  |  |  |  |  |  | Punti | Pos. |
| ---- | ----------- | ------- |  |  |  |  |  |  | --- |  |  |  | -- |  |  |  |  |  |  | ----- | ---- |
| 1984 | RAM Tyrrell | 02 012  |  |  |  |  |  |  | Rit |  |  |  | NQ |  |  |  |  |  |  | 0     |      |

| Legenda | 1º posto     | 2º posto | 3º posto    | A punti         | Senza punti/Non class.  | Grassetto – Pole position Corsivo – Giro più veloce |
| Legenda | Squalificato | Ritirato | Non partito | Non qualificato | Solo prove/Terzo pilota | Grassetto – Pole position Corsivo – Giro più veloce |